# Högtjärnen (Trönö socken, Hälsingland)
Högtjärnen är en sjö i Söderhamns kommun i Hälsingland och ingår i Norralaåns huvudavrinningsområde.